# Léon Marchand
Léon Marchand, född 17 maj 2002, är en fransk simmare som vann fyra OS-guld på hemmaplan i Paris 2024.

## Karriär
I juli och augusti 2021 tävlade Marchand i fyra grenar vid OS i Tokyo. Han slutade på 6:e plats på 400 meter medley, 14:e plats på 200 meter fjärilsim, 18:e plats på 200 meter medley samt var en del av Frankrikes kapplag som slutade på 10:e plats på 4×100 meter medley.
I juni 2022 vid VM i Budapest tog Marchand guld på 400 meter medley och noterade ett nytt mästerskaps- och Europarekord med en tid på 4.04,28. Han tog även guld på 200 meter medley och noterade då ett nytt franskt rekord på tiden 1.55,22. Marchand tog också ett silver på 200 meter fjärilsim samt noterade ett franskt rekord på tiden 1.53,37.
I juli 2023 vid VM i Fukuoka tog Marchand tre guld och vann priset för mästerskapets bästa manliga simmare baserat på antalet individuella poäng. Han tog guld och noterade ett nytt franskt rekord på 200 meter fjärilsim, guld och nytt europeiskt rekord på 200 meter medley samt guld och nytt världsrekord (4.02,50) på 400 meter medley.
Vid olympiska sommarspelen 2024 på hemmaplan vann han ett överlägset guld på 400 m medley, nästan sex sekunder före tvåan Tomoyuki Matsushita. Marchand var endast 45 hundradelar från sitt världsrekord och slog Michael Phelps olympiska rekord från 2008.  Tre dagar efter guldet på 400 m medley vann Marchand ytterligare två OS-guld inom loppet av två timmar. Först på 200 m fjärilsim som hann vann på olympiskt rekord 1.51,21 och sedan på 200 m bröstsim där han också slog det olympiska rekordet med 2.05,85. Två dagar senare vann Marchand ytterligare ett guld, nu på 200 meter medley. Även denna gång på olympiskt rekord 1.54,06.